# Djevojačko oko
Djevojačko oko (zlatovijenac, carsko oko; lat. Coreopsis), rod jednogodišnjeg i dvogodišnjeg raslinja i trajnica smještenog u tribus Coreopsideae, porodica glavočika. Postoji blizu 90 vrsta raširenih po velikim dijelovima Sjeverne Amerike te na sjeverozapadu Južne Amerike
U Hrvatskoj rastu tri vrste: velecvjetno djevojačko oko (velecvjetni zlatovijenac; C. grandiflora), dvobojno djevojačko oko ili bojadisarski zlatovijenac (C. tinctoria), vrtni zlatovijenac (Coreopsis lanceolata).

## Vrste
1. Coreopsis aristulata LeBlond, Sorrie & Weakley
2. Coreopsis auriculata L.
3. Coreopsis bakeri E.E.Schill.
4. Coreopsis basalis (A.Dietr.) S.F.Blake
5. Coreopsis bigelovii (A.Gray) Voss
6. Coreopsis bolanosana Panero & Villaseñor
7. Coreopsis breviligulata Sagást. & Sánchez Vega
8. Coreopsis buchii S.F.Blake
9. Coreopsis cajamarcana Sagást. & Sánchez Vega
10. Coreopsis californica (Nutt.) H.Sharsm.
11. Coreopsis calliopsidea A.Gray
12. Coreopsis canescentifolia Sagást.
13. Coreopsis capillacea Kunth
14. Coreopsis celendinensis Sagást. & Sánchez Vega
15. Coreopsis connata Cabrera
16. Coreopsis crawfordii Mesfin
17. Coreopsis davilae Panero & Villaseñor
18. Coreopsis delphiniifolia Lam.
19. Coreopsis dentifolia Sánchez Vega, Sagást. & D.J.Crawford
20. Coreopsis dilloniana Sánchez Vega, Sagást. & D.J.Crawford
21. Coreopsis douglasii H.M.Hall
22. Coreopsis fasciculata Wedd.
23. Coreopsis ferreyrae Sagást. & Sánchez Vega
24. Coreopsis foliosa A.Gray
25. Coreopsis gigantea (Kellogg) H.M.Hall
26. Coreopsis gladiata Walter
27. Coreopsis glaucodes S.F.Blake & Sherff
28. Coreopsis grandiflora Hogg ex Sweet
29. Coreopsis guanajuatensis B.L.Turner
30. Coreopsis hamiltonii (Elmer) H.Sharsm.
31. Coreopsis helleborifolia Sánchez Vega, Sagást. & D.J.Crawford
32. Coreopsis holodasya S.F.Blake
33. Coreopsis imbricata Sherff
34. Coreopsis integra S.F.Blake
35. Coreopsis integrifolia Poir.
36. Coreopsis intermedia Sherff
37. Coreopsis irmscheriana Bruns
38. Coreopsis killipii Sherff
39. Coreopsis lanceolata L.
40. Coreopsis latifolia Michx.
41. Coreopsis leavenworthii Torr. & A.Gray
42. Coreopsis longula S.F.Blake
43. Coreopsis lopez-mirandae Sagást.
44. Coreopsis macbridei Sherff
45. Coreopsis major Walter
46. Coreopsis maritima Hook.f.
47. Coreopsis maysillesii Sherff
48. Coreopsis mcvaughii D.J.Crawford
49. Coreopsis microlepis S.F.Blake & Sherff
50. Coreopsis mollicula Sagást. & Sánchez Vega
51. Coreopsis multifida DC.
52. Coreopsis nodosa Sherff
53. Coreopsis notha S.F.Blake & Sherff
54. Coreopsis nudata Nutt.
55. Coreopsis nuecensis A.Heller
56. Coreopsis oaxacensis B.L.Turner
57. Coreopsis oblanceolata S.F.Blake
58. Coreopsis obovatifolia Sagást.
59. Coreopsis palmata Nutt.
60. Coreopsis paludosa M.E.Jones
61. Coreopsis palustris Sorrie
62. Coreopsis parviceps S.F.Blake & Sherff
63. Coreopsis peruviana Sagást.
64. Coreopsis pervelutina Sagást.
65. Coreopsis petrophila A.Gray
66. Coreopsis petrophiloides B.L.Rob. & Greenm.
67. Coreopsis pickeringii A.Gray
68. Coreopsis piurana Sherff
69. Coreopsis poloe Sagást. & Zapata
70. Coreopsis polyactis S.F.Blake & Greenm.
71. Coreopsis pringlei B.L.Rob.
72. Coreopsis pubescens Elliott
73. Coreopsis pulchra F.E.Boynton
74. Coreopsis queretarensis B.L.Turner
75. Coreopsis rhyacophila Greenm.
76. Coreopsis rosea Nutt.
77. Coreopsis rudis Benth. & Hook.f. ex Hemsl.
78. Coreopsis senaria S.F.Blake & Sherff
79. Coreopsis sherffii S.F.Blake
80. Coreopsis spectabilis A.Gray
81. Coreopsis stillmanii (A.Gray) S.F.Blake
82. Coreopsis suaveolens Sherff
83. Coreopsis teotepecensis Paray
84. Coreopsis tinctoria Nutt.
85. Coreopsis townsendii S.F.Blake
86. Coreopsis tripteris L.
87. Coreopsis venusta Kunth
88. Coreopsis verticillata L.
89. Coreopsis woytkowskii Sherff